# 鬼切様の箱入娘
『鬼切様の箱入娘』（おにきりさまのはこいりむすめ）は、有楽彰展による日本の漫画作品。『月刊少年ガンガン』（スクウェア・エニックス）2006年7月号・11月号・12月号の計3回の読切掲載を経て、2007年3月号より2010年11月号まで連載された。不定期連載であり、基本的に一話完結型のストーリーである。単行本は全4巻。2009年1月23日にドラマCDが発売された。

## ストーリー
ある日、少年・綾史は蔵の中にある謎の箱の封を切って開けてしまう。そこには何故か女の子が入っており、しかもその少女は綾史の命を狙っているようだが……。

## 登場人物
※キャストはドラマCD版のもの。
千沙耶（ちさや）
声 - 斎藤千和
主人公。300年前に生まれた、鬼と人の間の子。耶櫃に封印され、300年の時を経た現在に綾史が封印を解いた事により再び目を覚ました。
母は幻術で人を魅了する鬼である妖狐（ようこ）であり、千沙耶もその力を受け継いでいる。その母は鬼切の使命により耶櫃に殺されており、そのため耶櫃にそっくりな綾史を耶櫃と勘違いして殺そうとするが、鬼の怨霊に殺されかけた所を綾史に助けられてからは和解。その後は綾史と行動を共にするようになる。
現在は人として平穏な生活を送っているうちに、憎しみの対象であった耶櫃に対しての考えを少し理解するようになってきた。少女のような姿をしてはいるが、威厳のある喋り方をする。中身は食いしん坊で甘えん坊なガキ大将。
伏緒 綾史（ふしお あやふみ）
声 - くまいもとこ
伏緒耶櫃の子孫。小学5年生。ひょんな事から千沙耶の封印を解いてしまい、千沙耶に命を狙われることに。その後両者は和解し、千沙耶の面倒見役となる。鬼の怨霊を倒せる唯一の武器、鬼伏の所持者。千沙耶が人の世に溶け込めるようになるよう、いつも苦労している。
伏緒 耶櫃（ふしお やひつ）
声 - 波多野和俊
綾史の300年前の祖先で、伏緒家4代目当主。親のない千沙耶を養女とし、彼女が人の世に溶け込めるよう色々手を尽くしたようだが、現段階では無理だと悟り、彼女を封印して後世に託した。立場的には千沙耶とは血縁関係のない親娘になるが、千沙耶に恋慕や親愛の情を抱いていたようだ。しかし、千沙耶からは母の仇として未だに恨まれている。
鬼伏には彼の意思が練り込まれており、綾史だけは鬼伏を通して彼の声を聞く事が出来る。
伏緒 頼史（ふしお よりふみ）
声 - 大林隆介
綾史の父で、鬼伏神社の主。ユニークな人物。千沙耶を実の娘のように可愛がっている。
伏緒 綾音（ふしお あやね）
声 - 天野由梨
朗らかで優しい綾史の母。千沙耶を実の娘のように可愛がっている。千沙耶も綾音を母のように想っている。
園部 まい（そのべ まい）
声 - 阿澄佳奈
綾史の同級生で、クラスの委員長。隙のない性格から近寄りがたい雰囲気があるが、実は幼い頃に犬から助けてもらったことがきっかけで綾史に恋心を抱いて以来、綾史を想い続けている。2人きりの時に何度か告白しようとしてはいるが、その度に邪魔が入る。
綾史のいる神社には幼い頃によく遊びに来ていたが、木登りの得意な綾史と一緒に木に登ろうとした事で逆に降りられなくなり、綾史を巻き込んで病院送りの事故を起こした。その事で神社に行く事を親に止められ、それ以来ほとんど来なくなった。
綾史と千沙耶の関係が気にかかったことで数年ぶりに神社に来たが、よく分からないうちに千沙耶に捕まり、近所の子供達と鬼ごっこをやらされることになる。それ以来、また普通に神社に遊びに来るようになる。カップルの間に割って入る「園部カッター」という技を持つ。
千刈（せんがり）
綾史の同級生にして悪友。普段、綾史から宿題のノートを写させてもらっているらしい。園部が綾史に惚れている事を知っている。千沙耶の名義上の仲間だが、実質舎弟のようになっている。千沙耶が好き。
一庫由梨絵（ひとくら ゆりえ）
声 - 遠藤綾
綾史の幼馴染である年上の女性で、巨乳。通称「ゆり姉」。子供達への面倒見が良く、千沙耶や綾史達ともよく一緒になって遊んでいる。綾史はゆり姉に惚れているのだが、当の彼女は綾史は千沙耶に惚れていると勘違いしている。単行本最終4巻の番外編では絡んできた不良2人をあしらうほど腕っ節が強く、不良たちの間では「泣く子も黙る裏伝説のゆり姉」と恐れられている。
摩耶 透（まや とおる）
声 - 沢城みゆき
鬼切「摩耶一族」の末裔。鬼を捕らえ、収集することを目的としている。人型の鬼である千沙耶に興味を示す。「鬼縛りの針」と呼ばれる道具を用い、これが当たると生身の人間でも気絶する。少年のような身なりや言動で登場したが、その後女性である事が判明する。兄が理想的な女像を持っていた事から、幼い頃より「可憐で淑やかな身なりや言動」などを強制させられてきた事への反発から、現在ではあえて正反対のキャラクターになってしまった。
学校では「王子様」と呼ばれ、女生徒達から羨望の眼差しで見られている。兄を見返すため、半人半鬼として希少価値の高い千沙耶をコレクションにしようと画策してはいるが、捕獲のために何度か近づいている間に、自分と境遇の似ている千沙耶に同調するようになり、若干熱意が薄れつつある。
千沙耶に名前を聞かれた際に、「摩耶」と言いかけた所をとっさに「山田」と偽名を使った事から、千沙耶からは“まやまだ”と呼ばれ続けている。
摩耶 虎親（まや とらちか）
透の兄。透に対しては、一方的に兄妹以上の異常な溺愛をしている。摩耶一族の性質から、透以上にコレクター気質。
透に理想の服や表情をさせ、それらを撮った写真を収めた「妹アルバム」を大事に持っている。
物集女（もずめ）
虎親に仕える摩耶家の女中。綾史が透の想い人と思い込み、嫉妬した虎親の指示で綾史に干渉した。虎親に惚れている。

## 書誌情報
- 有楽彰展『鬼切様の箱入娘』スクウェア・エニックス〈ガンガンコミックス〉、全4巻

1. 2007年11月22日発売、2007年12月22日初版発行 ISBN 978-4-7575-2115-5
表紙：千沙耶
2. 2009年1月22日発売、2009年2月22日初版発行 ISBN 978-4-7575-2474-3
表紙：園部まい、一庫由梨絵
3. 2009年11月21日発売 ISBN 978-4-7575-2719-5
表紙：伏緒綾史、摩耶透
4. 2011年4月22日発売 ISBN 978-4-7575-3022-5
表紙：千沙耶（妖狐化）、摩耶虎親

## 関連商品
- ドラマCD 鬼切様の箱入娘（フロンティアワークス、2009年1月23日）